# Asja Zenere
Asja Zenere (Bassano del Grappa, 13 dicembre 1996) è una sciatrice alpina italiana.

## Biografia
Nata a Bassano del Grappa e originaria di Enego, si è formata sportivamente nello Sci Club Marostica, poi nel Gruppo Agonisti Bassano e quindi nello Sci Club 2000; nel 2014 si è arruolata nel Gruppo Sportivo Forestale, poi confluito nel 2016 nel Centro Sportivo Carabinieri.
Attiva dal novembre del 2011, in Coppa Europa ha esordito il 4 febbraio 2015 a San Candido in slalom gigante (33ª) e ha conquistato il primo podio il 30 novembre 2019 a Trysil nella medesima specialità (2ª); nel successivo triennio è incorsa in vari infortuni che ne hanno ostacolato il percorso agonistico. Il 6 marzo del 2022 ha debuttato in Coppa del Mondo a Lenzerheide, sempre in slalom gigante, senza completare la prova; nella medesima specialità il 5 dicembre dello stesso anno ha conquistato a Zinal la prima vittoria in Coppa Europa e il 10 dicembre successivo, a Sestriere, il primo piazzamento a punti in Coppa del Mondo (11ª). Ai Mondiali di Courchevel/Méribel 2023, sua prima presenza iridata, si è classificata 22ª nello slalom gigante, 8ª nella gara a squadre (partecipando come riserva) e non si è qualificata per la finale nel parallelo; non ha preso parte a rassegne olimpiche.

## Caratteristiche tecniche

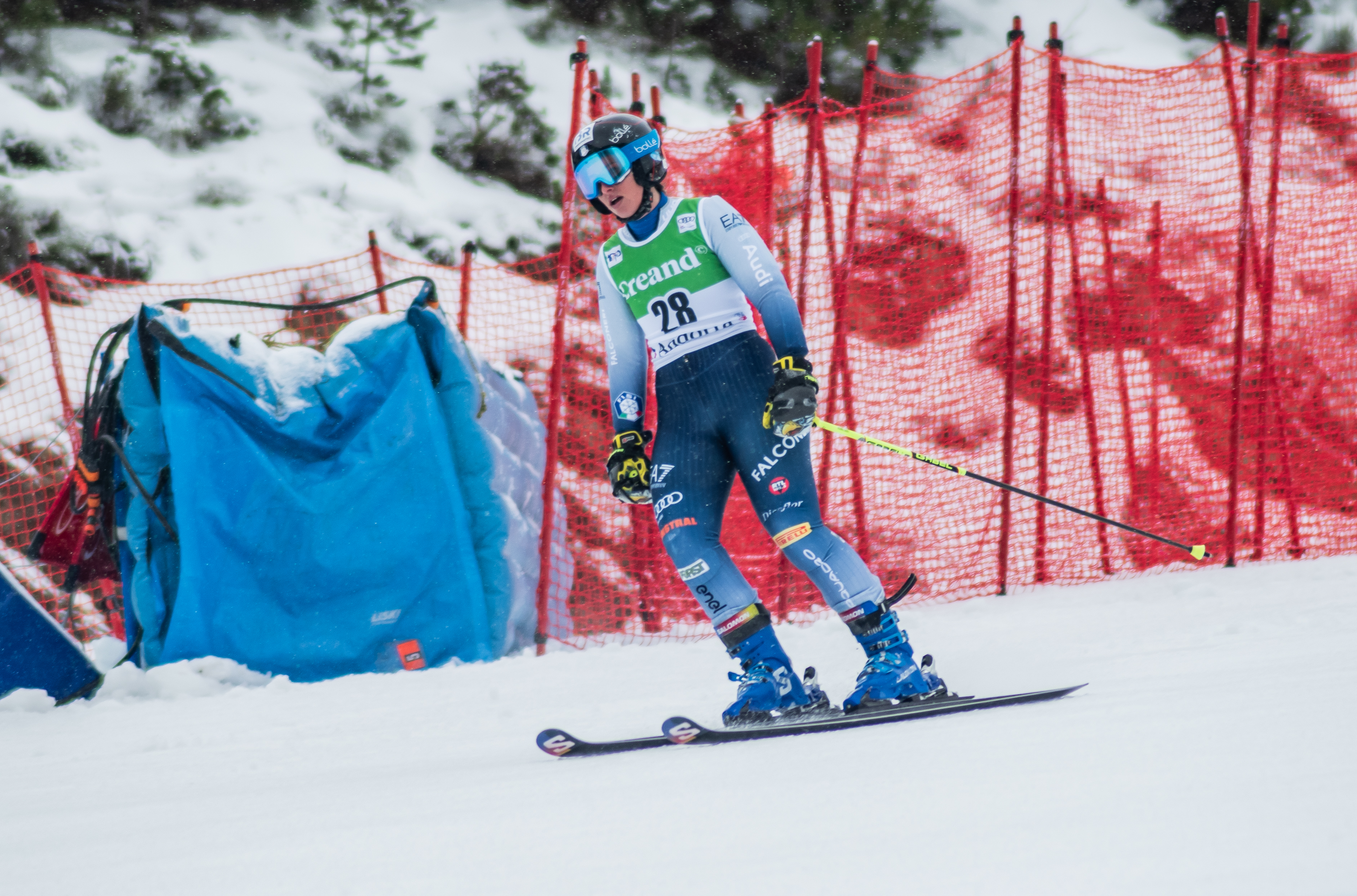
Asja Zenere a Soldeu nel 2024

Sciatrice fisicamente prestante, agli esordi aveva caratteristiche da velocista, per poi orientarsi col passare degli anni sullo slalom gigante, in cui ha colto i primi successi in carriera.

## Palmarès

### Coppa del Mondo
- Miglior piazzamento in classifica generale: 67ª nel 2025

### Coppa Europa
- Miglior piazzamento in classifica generale: 17ª nel 2023
- 9 podi:
  - 6 vittorie
  - 2 secondi posti
  - 1 terzo posto

#### Coppa Europa - vittorie
| Data             | Località       | Paese    | Specialità |
| ---------------- | -------------- | -------- | ---------- |
| 5 dicembre 2022  | Zinal          | Svizzera | GS         |
| 13 dicembre 2022 | Ponte di Legno | Italia   | GS         |
| 14 dicembre 2022 | Ponte di Legno | Italia   | GS         |
| 29 febbraio 2024 | Sarentino      | Italia   | SG         |
| 16 dicembre 2024 | Zinal          | Svizzera | SG         |
| 14 febbraio 2025 | Bardonecchia   | Italia   | SG         |

Legenda:

SG = supergigante

GS = slalom gigante

### South American Cup
- Miglior piazzamento in classifica generale: 17ª nel 2025
- 2 podi:
  - 1 vittoria
  - 1 secondo posto

#### South American Cup - vittorie
| Data              | Località     | Paese     | Specialità |
| ----------------- | ------------ | --------- | ---------- |
| 10 settembre 2024 | Cerro Castor | Argentina | GS         |

Legenda:

GS = slalom gigante

### Campionati italiani
- 1 medaglia:
  - 1 bronzo (slalom gigante nel 2025)

### Campionati italiani juniores
- 4 medaglie:
  - 2 ori (discesa libera[8], supergigante[9] nel 2015)
  - 1 argento (discesa libera[10] nel 2012)